# Стенлі Мазор
Стенлі Мазор (англ. Stanley Mazor) — американський інженер мікроелектроніки. Один із конструкторів першого в світі мікропроцесора Intel 4004, разом з Тедом Гоффом, Масатоші Шімою і Федеріко Фаджиним.

## Визнання
Разом зі своїми співавторами Гоффом, Фаджином та Шімою він отримав численні нагороди та визнання, серед яких Американська премія інноваторів Рона Брауна, Кіотська премія 1997 року та вступ до Національного залу винахідників. У 2009 році четверо були призначені почесними членами Музею комп'ютерної історії «за їх роботу в команді, яка розробила Intel 4004, перший у світі комерційний мікропроцесор». У 2010 році Мазор та його співавтори Гофф і Фаджин були нагороджений Національною медаллю за технології президентом Бараком Обамою.